# Lias Andersson
Lias Andersson (né le 13 octobre 1998 à Smögen en Suède) est un joueur professionnel suédois de hockey sur glace. Il évolue à la position de centre.

## Biographie

### Carrière en club
Lias Andersson commence sa carrière professionnelle avec le HV71 dans la SHL lors de la saison 2015-16. En 2016-17, il joue un plus grand rôle avec le HV71 alors qu'il récolte 19 points en 42 matchs. Il ajoute 5 points en 16 matchs éliminatoires pour aider l'équipe à remporter son 5e trophée Le Mat de son histoire.
Le 27 mars 2018, il marque son premier but dans la LNH à son premier match, faisant de lui le plus jeune joueur de l'histoire des Rangers à marquer un but à son premier match, surpassant ainsi Mike Allison.
Le 7 octobre 2020, il est échangé aux Kings de Los Angeles en retour d'un choix de 2e tour au repêchage de 2020,.
Le 2 juillet 2023, l'attaquant de 24 ans et les Canadiens de Montréal s'entendent sur un contrat d'un an à deux volets.

### Vie privée
Lias est le fils de Niklas Andersson qui a joué 763 matchs dans la SHL et le neveu de Mikael Andersson qui a disputé 761 matchs dans la LNH.

## Statistiques

### En club

#### Championnat
| Saison     | Équipe                | Ligue         |                   | Saison régulière  | Saison régulière  | Saison régulière  | Saison régulière  | Saison régulière  |                   | Séries éliminatoires | Séries éliminatoires | Séries éliminatoires | Séries éliminatoires | Séries éliminatoires |
| Saison     | Équipe                | Ligue         | PJ                | B                 | A                 | Pts               | Pun               | PJ                | B                 | A                    | Pts                  | Pun                  |                      |                      |
| 2013-2014  | Kungälvs IK U20       | J20 Elit      | 1                 | 0                 | 0                 | 0                 | 0                 | 2                 | 0                 | 0                    | 0                    | 0                    |                      |                      |
| 2014-2015  | HV 71 U20             | J20 Superelit | 25                | 6                 | 3                 | 9                 | 16                | 6                 | 0                 | 2                    | 2                    | 0                    |                      |                      |
| 2015-2016  | HV 71 U20             | J20 Superelit | 37                | 24                | 35                | 59                | 91                | 1                 | 2                 | 0                    | 2                    | 2                    |                      |                      |
| 2015-2016  | HV 71                 | SHL           | 22                | 0                 | 0                 | 0                 | 6                 | 4                 | 0                 | 0                    | 0                    | 0                    |                      |                      |
| 2016-2017  | HV 71 U20             | J20 Superelit | 3                 | 2                 | 0                 | 2                 | 2                 |                   |                   |                      |                      |                      |                      |                      |
| 2016-2017  | HV 71                 | SHL           | 42                | 9                 | 10                | 19                | 18                | 16                | 4                 | 1                    | 5                    | 18                   |                      |                      |
| 2017-2018  | Frölunda HC           | SHL           | 22                | 7                 | 7                 | 14                | 20                |                   |                   |                      |                      |                      |                      |                      |
| 2017-2018  | Rangers de New York   | LNH           | 7                 | 1                 | 1                 | 2                 | 0                 |                   |                   |                      |                      |                      |                      |                      |
| 2017-2018  | Wolf Pack de Hartford | LAH           | 25                | 5                 | 9                 | 14                | 8                 |                   |                   |                      |                      |                      |                      |                      |
| 2018-2019  | Rangers de New York   | LNH           | 42                | 2                 | 4                 | 6                 | 29                |                   |                   |                      |                      |                      |                      |                      |
| 2018-2019  | Wolf Pack de Hartford | LAH           | 36                | 6                 | 14                | 20                | 25                |                   |                   |                      |                      |                      |                      |                      |
| 2019-2020  | Rangers de New York   | LNH           | 17                | 0                 | 1                 | 1                 | 4                 |                   |                   |                      |                      |                      |                      |                      |
| 2019-2020  | Wolf Pack de Hartford | LAH           | 13                | 4                 | 1                 | 5                 | 14                |                   |                   |                      |                      |                      |                      |                      |
| 2019-2020  | HV 71                 | SHL           | 15                | 7                 | 5                 | 12                | 6                 |                   |                   |                      |                      |                      |                      |                      |
| 2020-2021  | HV 71                 | SHL           | 19                | 5                 | 6                 | 11                | 4                 |                   |                   |                      |                      |                      |                      |                      |
| 2020-2021  | Kings de Los Angeles  | LNH           | 23                | 3                 | 3                 | 6                 | 12                |                   |                   |                      |                      |                      |                      |                      |
| 2020-2021  | Reign d'Ontario       | LAH           | 15                | 6                 | 11                | 17                | 0                 | 1                 | 1                 | 0                    | 1                    | 0                    |                      |                      |
| 2021-2022  | Kings de Los Angeles  | LNH           | 20                | 1                 | 1                 | 2                 | 12                |                   |                   |                      |                      |                      |                      |                      |
| 2021-2022  | Reign d'Ontario       | LAH           | 4                 | 6                 | 0                 | 6                 | 2                 |                   |                   |                      |                      |                      |                      |                      |
| 2022-2023  | Kings de Los Angeles  | LNH           | 1                 | 0                 | 0                 | 0                 | 0                 |                   |                   |                      |                      |                      |                      |                      |
| 2022-2023  | Reign d'Ontario       | LAH           | 67                | 31                | 28                | 59                | 38                | 2                 | 2                 | 1                    | 3                    | 2                    |                      |                      |
| 2023-2024  | Rocket de Laval       | LAH           | 53                | 21                | 24                | 45                | 33                |                   |                   |                      |                      |                      |                      |                      |
| 2024-2025  | HC Bienne             | NL            | Saison en cours ? | Saison en cours ? | Saison en cours ? | Saison en cours ? | Saison en cours ? | Saison en cours ? | Saison en cours ? | Saison en cours ?    | Saison en cours ?    | Saison en cours ?    |                      |                      |
| Totaux SHL | Totaux SHL            | Totaux SHL    | 120               | 28                | 28                | 56                | 54                | 20                | 4                 | 1                    | 5                    | 18                   |                      |                      |
| Totaux LNH | Totaux LNH            | Totaux LNH    | 110               | 7                 | 10                | 17                | 57                | -                 | -                 | -                    | -                    | -                    |                      |                      |
| Totaux LAH | Totaux LAH            | Totaux LAH    | 213               | 79                | 87                | 166               | 120               | 3                 | 3                 | 1                    | 4                    | 2                    |                      |                      |

#### Tournoi
| Saison    | Équipe      | Compétition         |   | PJ | B | A | Pts | Pun                |  | Résultat |
| 2013-2014 | Göteborg    | TV-Pucken           | 5 | 1  | 4 | 5 | 4   |                    |  |          |
| 2016-2017 | HV 71       | Ligue des Champions | 7 | 0  | 1 | 1 | 2   | Huitième de finale |  |          |
| 2017-2018 | Frölunda HC | Ligue des Champions | 7 | 2  | 2 | 4 | 4   | Huitième de finale |  |          |

### En équipe nationale
| Année     | Équipe    | Compétition                      |    | PJ | B | A | Pts | Pun                |  | Résultat |
| 2014      | Suède U17 | Défi mondial des moins de 17 ans | 6  | 1  | 3 | 4 | 2   | Médaille de bronze |  |          |
| 2015      | Suède U18 | Coupe Hlinka-Gretzky             | 5  | 0  | 0 | 0 | 18  | Médaille d'argent  |  |          |
| 2016      | Suède U18 | Championnat du monde U18         | 7  | 5  | 4 | 9 | 8   | Médaille d'argent  |  |          |
| 2017      | Suède U20 | Championnat du monde junior      | 7  | 3  | 0 | 3 | 6   | 4e place           |  |          |
| 2017-2018 | Suède     | Euro Hockey Tour                 | 6  | 0  | 1 | 1 | 4   | 4e place           |  |          |
| 2018      | Suède U20 | Championnat du monde junior      | 7  | 6  | 1 | 7 | 6   | Médaille d'argent  |  |          |
| 2018      | Suède     | Championnat du monde             | 10 | 1  | 1 | 2 | 4   | Médaille d'or      |  |          |
| 2020-2021 | Suède     | Euro Hockey Tour                 | 3  | 0  | 0 | 0 | 0   | 3e place           |  |          |

## Trophées et honneurs personnels

### J20 SuperElit
- Le plus de points marqués par un junior lors de la saison 2015-2016 (59).
- Joueur ayant comptabiliser le plus d'aides lors de la saison 2015-2016 (35).
- Joueur ayant inscrit le plus de points lors de la saison 2015-2016 (59).

### SHL
- Champion de Suède 2016-2017 avec le HV 71.

### Équipe nationale
- Médaillé de Bronze lors du Défi mondial des moins de 17 ans en 2014.
- Médaillé d'Argent lors de la Coupe Hlinka-Gretzky de 2015.
- Médaillé d'Argent lors du Championnat du monde U18 de 2016.
- Désigné comme étant un des 3 meilleurs joueurs de sa sélection nationale lors du Championnat du monde U18 de 2016.
- Médaillé d'Argent lors du Championnat du monde junior de 2018.
- Désigné comme étant un des 3 meilleurs joueurs de sa sélection nationale lors du Championnat du monde junior 2018.
- Médaillé d'Or lors du Championnat du monde de 2018.